# Kuća Dujmović u Supetru
Kuća Dujmović u gradiću Supetru, Porat 32, zaštićeno kulturno dobro.

## Opis dobra
Kuća Dujmović, smještena na zapadnoj strani supetarske luke, široka je dvokatnica u nizu objekata na obali. Izvorno se sastojala od tri zgrade oko manjeg unutrašnjeg dvorišta. Vrata u prizemlju su postavljena uz rubove pročelja, lijeva imaju kameni okvir sa štapom i vode u unutrašnje dvorište, a desna u konobu. U središtu prvog kata je balkon na dvostruko profiliranim konzolama, a ispod balkona je uzidana ploča s natpisom o gradnji kuće 1734. g. koji dokazuje da pripada najstarijem sačuvanom sloju stambene arhitekture Supetra.

## Zaštita
Pod oznakom Z-4333 zavedena je kao nepokretno kulturno dobro - pojedinačno, pravna statusa zaštićena kulturnog dobra, klasificirano kao "javne građevine".